# Neritina cristata
Neritina cristata је пуж из реда Cycloneritimorpha и фамилије Neritidae. 

## Угроженост
Подаци о распрострањености ове врсте су недовољни.

## Распрострањење
Врста има станиште у Габону, Камеруну, Обали Слоноваче и Сијера Леонеу.

## Станиште
Станиште врсте су слатководна подручја.